# Alienoclypeus insolitus
Alienoclypeus insolitus är en stekelart som beskrevs av Roy D. Shenefelt 1978. Alienoclypeus insolitus ingår i släktet Alienoclypeus och familjen bracksteklar. Inga underarter finns listade i Catalogue of Life.